# Bastien Sicot
Pour les articles homonymes, voir Sicot.
Bastien Sicot, né le 1er janvier 1985, est un escrimeur français.
Il remporte la médaille d'argent en épée individuelle aux Championnats d'Europe 2006 à Izmir.